# Хиля
Хиля (азерб. Xilə) — упразднённое село в Аджикабульском районе Азербайджана. В данный момент входит в состав города Гаджигабул.

## Этимология
Название села происходит от одноименного кочевого племени. До сих пор неизвестно точное происхождение кочевников Хиля. Известный историк Сара Ашурбейли считает, что топоним Хиля, сохранившееся без изменений в течение 13 веков, восходит к периоду завоевания арабами Азербайджана. Племена рабиитов, прибывшие сюда из Хиллы (Ирак), заселили эти земли, где они имели самостоятельное эмирство в период правления Ширваншахов.

## География
Село находится в Ширванской равнине, севернее Гаджигабульского озера.

## История

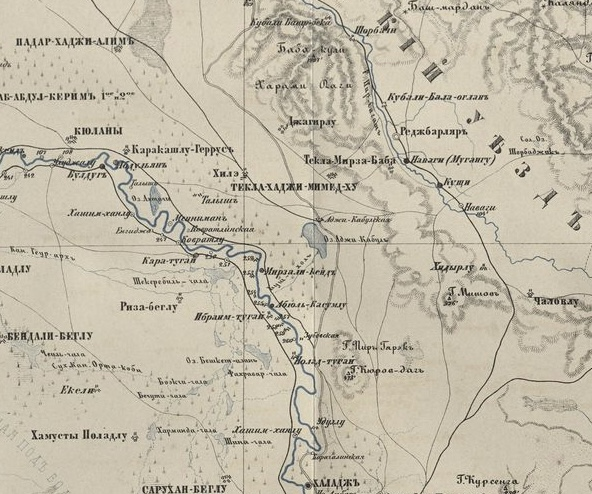
Карта Джевадского уезда 1870-го года, на котором изображено село Хиля

Село основали выходцы племени Хиля, которые использовали данные земли как гышлаг. Скорее всего, летом они оставались у горы Хиля, которая находится в Гобустанском районе Азербайджана. Из-за исключительно выгодного стратего-географического положения Гаджигабульского озера, у ширванских кочевников появилось благоприятное место для скотоводства из-за значительных запасов пресной воды.
Часть племени Хиля осели в своем гышлаге лишь в 20 веке. На 1921 год Хиля до сих пор упоминается, как кочевье. В данный момент это упраздненное село, входящее в состав Аджигабула.

## Население
В Кавказском календаре на 1856 год в селе Хилэ (خیله) проживали татары-шииты (азербайджанцы) с родным языком татарским (азербайджанским). По сведениям на 1864 год в Хилэ было 99 домов, где проживали 573 человека. По данным Азербайджанской сельскохозяйственной переписи 1921 года в кочевье Хиля насчитывалось 116 хозяйств, численность жителей составляла 627 человек. Население состояло из тюрков-азербайджанцев.  По материалам издания «Административное деление АССР», подготовленного в 1933 году Управлением народно-хозяйственного учёта Азербайджанской ССР (АзНХУ), по состоянию на 1 января 1933 года в селе Дагхила Али-Байрамлинского района Азербайджанской ССР насчитывалось 660 жителей, (342 мужчин и 318 женщин, 119 хозяйств).